# Byšice (nádraží)
Byšice jsou železniční stanice, která se nachází v jihozápadní části vesnice Byšice v okrese Mělník. Stanice leží v km 42,976 jednokolejné neelektrizované železniční trati Praha–Turnov mezi stanicemi Všetaty a Kropáčova Vrutice.

## Historie
Nádraží Byšice bylo zprovozněno společností Turnovsko-kralupsko-pražská dráha 15. října 1865, tedy současně se zahájením provozu tratě v úseku Neratovice – Turnov. Zřízení stanice mělo obrovský význam pro Byšice, neboť vesnice se díky ní stala spádovou pro vesnice v okolí. Potenciálu železnici si bylo rovněž vědom Jiří Kristián Lobkowicz, který nechal v roce 1872 postavit v Byšicích cukrovar, k němuž byla v roce 1874 postavena ze stanice vlečka o délce 335 m. Příchod železnice a vybudování navazujícího průmyslu rovněž znamenalo rozvoj obce, takže se v 2. polovině 19. století významně zvýšil počet obyvatel i domů. V roce 1924 byl provoz cukrovaru zastaven, v roce 1925 pak závod koupila potravinářská firma Gráf, postupem času se pak továrna transformovala až na společnost Vitana. Vlečka ze stanice do závodu se zachovala až do 2. dekády 21. století, kdy délka kolejiště vlečky měřila 1,018 km.
V období německé okupace v letech 1939–1945 neslo nádraží dvojjazyčný název Bischitz / Byšice.
V prosinci 2020 byla ukončena modernizace stanice, která zahrnovala mj. instalaci nového elektronického stavědla s dálkovým ovládáním z Kropáčovy Vrutice, které nahradilo původní elektromechanické zabezpečovací zařízení. Opravena byla také nádražní budova, jejíž vzhled se měl přiblížit stavu z roku 1904, kdy byla postavena.

## Popis stanice
Stanice byla před instalací nového zabezpečovacího zařízení v roce 2020 vybavena elektromechanickým zabezpečovacím zařízením vzor 5007 s řídicím přístrojem, který byl ovládán výpravčím v dopravní kanceláři ve výpravní budově, a závislými výhybkářskými přístroji na stavědlech St 1 a St 2. Všechna návěstidla byla světelná, na sobě závislá.
V rámci modernizaci bylo ve stanici aktivováno elektronické stavědlo K-2002 s ovládáním pomocí JOP. Staniční zabezpečovací zařízení je ovládáno dálkově výpravčím z Kropáčovy Vrutice. Samotná stanice Byšice není obsazena, ale pro případ potřeby je rovněž vybavena rozhraním JOP, které je umístěno v budově St 1. Pro detekci kolejových vozidel se používají počítače náprav. Návěstidla jsou světelná, výhybky jsou přestavovány elektromotoricky, případně ručně.
Ve stanici jsou čtyři dopravní koleje, u výpravní budovy je kolej č. 3 (užitečná délka 455 m), následují koleje č. 1 (460 m - společně s navazující kolejí č. 1a pak 666 m), 2 (610 m) a 4 (610 m). Do stanice jsou napojeny tři vlečky: VITANA a.s. Byšice, ZZN Polabí, a.s. – vlečka Byšice a RSM Praha, vlečka Byšice. Všechny vlečky jsou napojeny do všetatského zhlaví, vlečka Vitana ještě navíc do koleje č. 3 u výpravní budovy. Ve stanici jsou celkem tři jednostranná nástupiště: vnější panelové u koleje č. 3 s délkou 72 m a výškou 300 mm nad temenem kolejnice, vnitřní panelové u koleje č. 1 s délkou 110 m a výškou 300 mm, následuje vnitřní sypané u koleje č. 2 s délkou 120 m a výškou 200 mm. Pro příchod na vnitřní nástupiště slouží úrovňový přechod.
Stanice je kryta z návazných traťových úseků vjezdovými návěstidly L (od Všetat) v km 42,130, z opačného směru pak S v km 43,850. Odjezdová návěstidla jsou u všech dopravních kolejí, na kolejích č. 3 a 1 jsou ve směru na Kropáčovu Vrutici cestová návěstidla (Lc3 a Lc1), za nimi následuje krátká kolej 1a, na které je teprve odjezdové návěstidlo L1a.
Jízdy vlaků v traťovém úseku mezi Byšicemi a Všetaty jsou zabezpečeny reléovým poloautomatickým blokem (traťové zabezpečovací zařízení 3. kategorie) typu RPB 71 s počítači náprav. V úseku Byšice – Kropáčova Vrutice jsou pak jízdy vlaků zajištěny automatickým hradlem AH88-A s počítači náprav, úsek je rozdělen na dva prostorové oddíly automatickým hradlem Kojovice.
Přímo ve stanici se nacházejí dva přejezdy. Na všetatském záhlaví je v km 42,169 přejezd P2677 (účelová komunikace), který je vybaven světelným přejezdovým zabezpečovacím zařízením bez závor. Na vrutickém záhlaví v km 43,519 je přejezd P2678 (silnice II/244), který je vybaven světelným přejezdovým zabezpečovacím zařízením se závorami.